# Apio Claudio Pulcro (cónsul 212 a. C.)
Apio Claudio Pulcro  (m. 211 a. C.) fue un político y militar romano de finales del siglo III a. C. perteneciente a la gens Claudia, que ocupó el consulado en 212 a. C. Luchó contra Cartago durante la segunda guerra púnica.

## Biografía
Apio Claudio Pulcro fue hijo de Publio Claudio Pulcro (cónsul en 249 a. C.). Fue edil curul en 217 a. C. Al año siguiente fue nombrado tribuno militar, luchando en la Batalla de Cannas y logrando el mando supremo de las tropas que habían huido a Canusium junto con Escipión el Africano. 
Pretor en 215 a. C., condujo los restos de las tropas derrotadas a Sicilia, donde sus esfuerzos por separar a Hierónimo, el nieto de Hierón, de su conexión con los cartagineses no tuvieron éxito. Permaneció en Sicilia el año siguiente como propretor y legado de Marco Claudio Marcelo, haciéndose cargo de la armada y del campamento en Leontini. En 213 a. C., cuando los cartagineses acamparon en Sicilia, codirigió una expedición a la isla, con Marcelo. 
Fue nombrado cónsul en 212 a. C., junto con Quinto Fulvio Flaco, emprendiendo el asedio de Capua. Al final de año, volvió a Roma, y en cumplimiento de un decreto del Senado, nombró dos nuevos cónsules.
Su propio imperium fue prorrogado un año más. Resultó herido en la batalla con Aníbal antes de Capua. La herida finalmente le provocó la muerte poco después de la rendición de la ciudad. Se opuso sin éxito a la sangrienta venganza de Fulvio contra los capuanos.
Fue el padre de Apio Claudio Pulcro, Publio Claudio Pulcro y Cayo Claudio Pulcro.